# Ouvrages d'art des chemins de fer des Côtes-du-Nord
Les chemins de fer des Côtes-du-Nord étaient l'un des plus grands réseaux secondaires à voie métrique de France. Il quadrillait le département des Côtes-du-Nord (actuellement Côtes-d'Armor). Le relief accidenté des lignes a nécessité la construction de nombreux ouvrages d'art. L'ingénieur Harel de la Noë a utilisé la technique du sidéro-ciment pour les nombreux ouvrages d'art du réseau.

## Les chemins de fer des Côtes-du-Nord
Les chemins de fer des Côtes-du-Nord (CdN) sont un ancien réseau ferroviaire départemental à voie métrique. Composées de 19 lignes, ces voies ferrées d'intérêt local quadrillèrent le département des Côtes-du-Nord, en Bretagne. Avec ses 452 km, ce fut l'un des plus grands réseaux départementaux de France. Il doit en partie sa renommée aux nombreux ponts et viaducs construits par l'ingénieur en chef des ponts et chaussées Louis Harel de la Noë.
Le réseau fut construit en deux étapes. L'exploitation du premier réseau, dont les lignes ouvrirent entre 1905 et 1907, a été confiée à la Compagnie des Chemins de Fer des Côtes-du-Nord (CFCN). L'exploitation du second, dont les lignes ouvrirent entre 1916 et 1926, a été confiée aux Chemins de fer armoricains (CFA). La Première Guerre mondiale met ces deux sociétés en difficulté financière. En 1920, le département reprend les deux réseaux pour les exploiter en régie. Cependant les difficultés perdurent et les lignes sont fermées à partir de 1937. La dernière ligne ferme le 31 décembre 1956.

## Bâtiments
Les bâtiments du réseau sont presque tous dans le même style (briques et sidéro-ciment). On distingue cependant la gare Centrale, à Saint-Brieuc, des autres gares par son importance et le fait qu'elle abritait également les bureaux administratifs.

### Gare Centrale
Le réseau était articulé autour de la préfecture du département : Saint-Brieuc. C'est dans cette ville qu'a été construite la gare centrale du réseau. C'était le centre névralgique du réseau. La marquise offrait quatre voies couvertes. Un bâtiment situé latéralement à la marquise servait de bâtiment voyageurs et de centre administratif du réseau.
Plusieurs bâtiments ont été ajoutés en fonction de l'évolution du réseau.

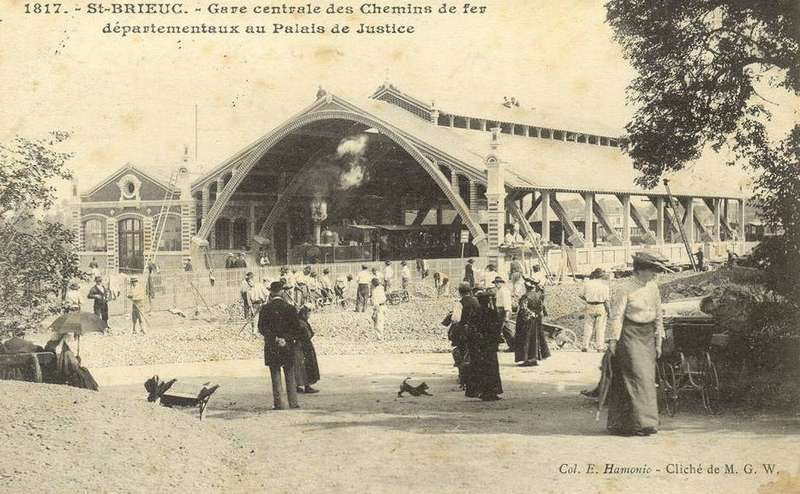
Construction de la gare centrale
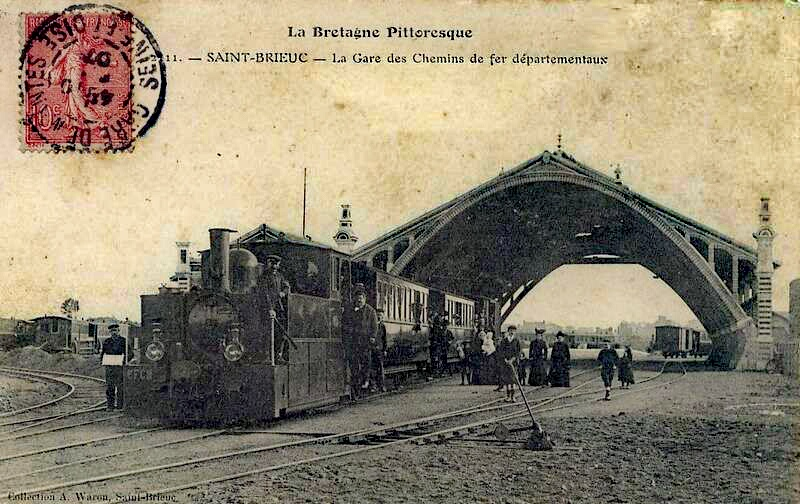
Locomotive Blanc-Misseron en partance
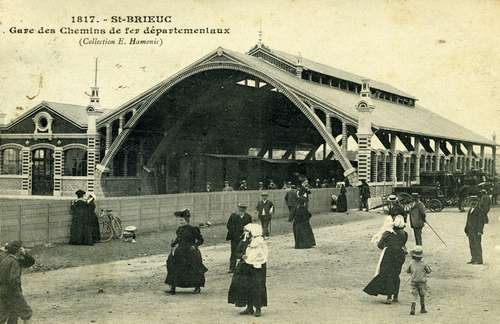
La marquise en 1905

### Gares

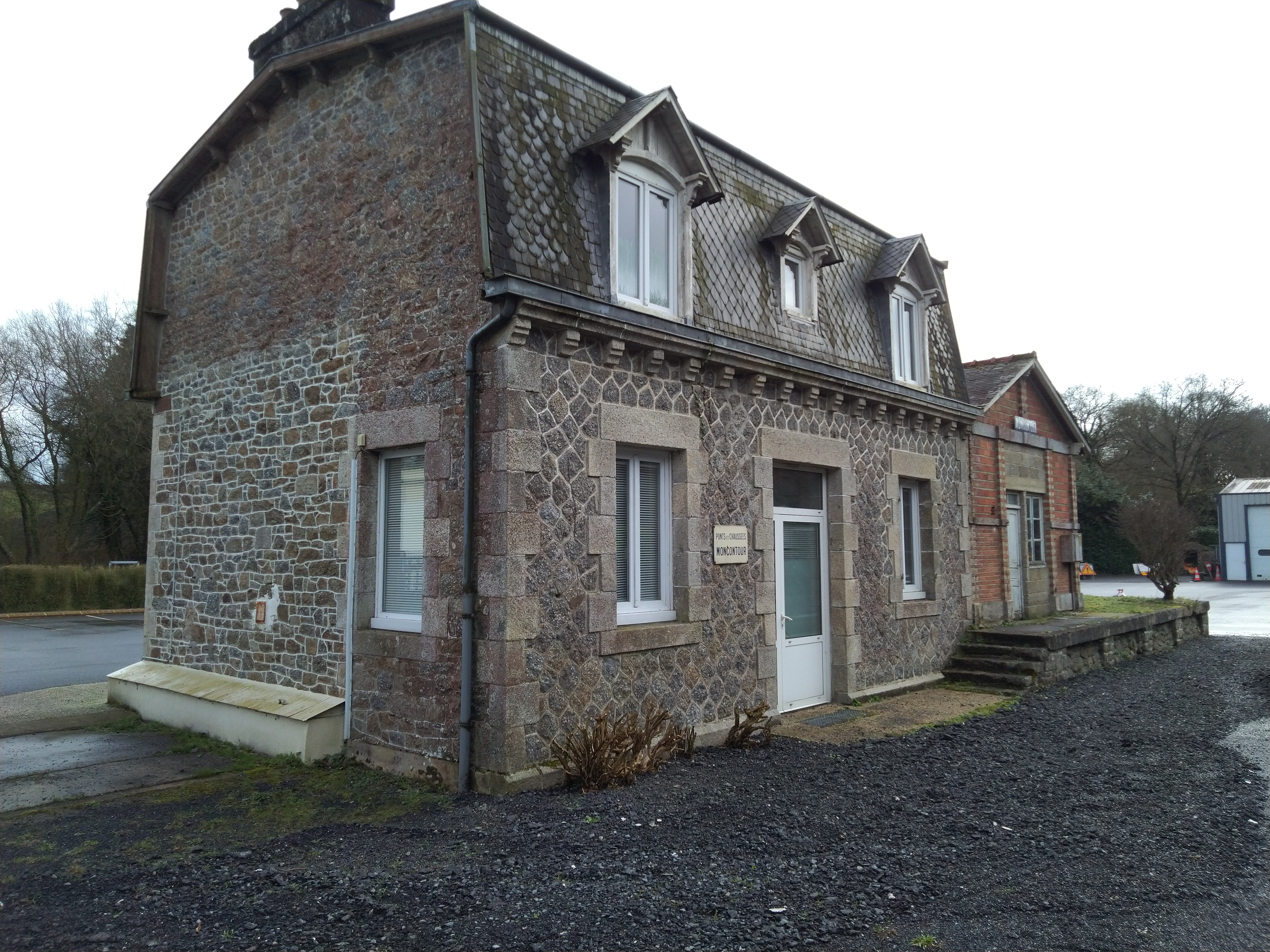
Gare de Moncontour
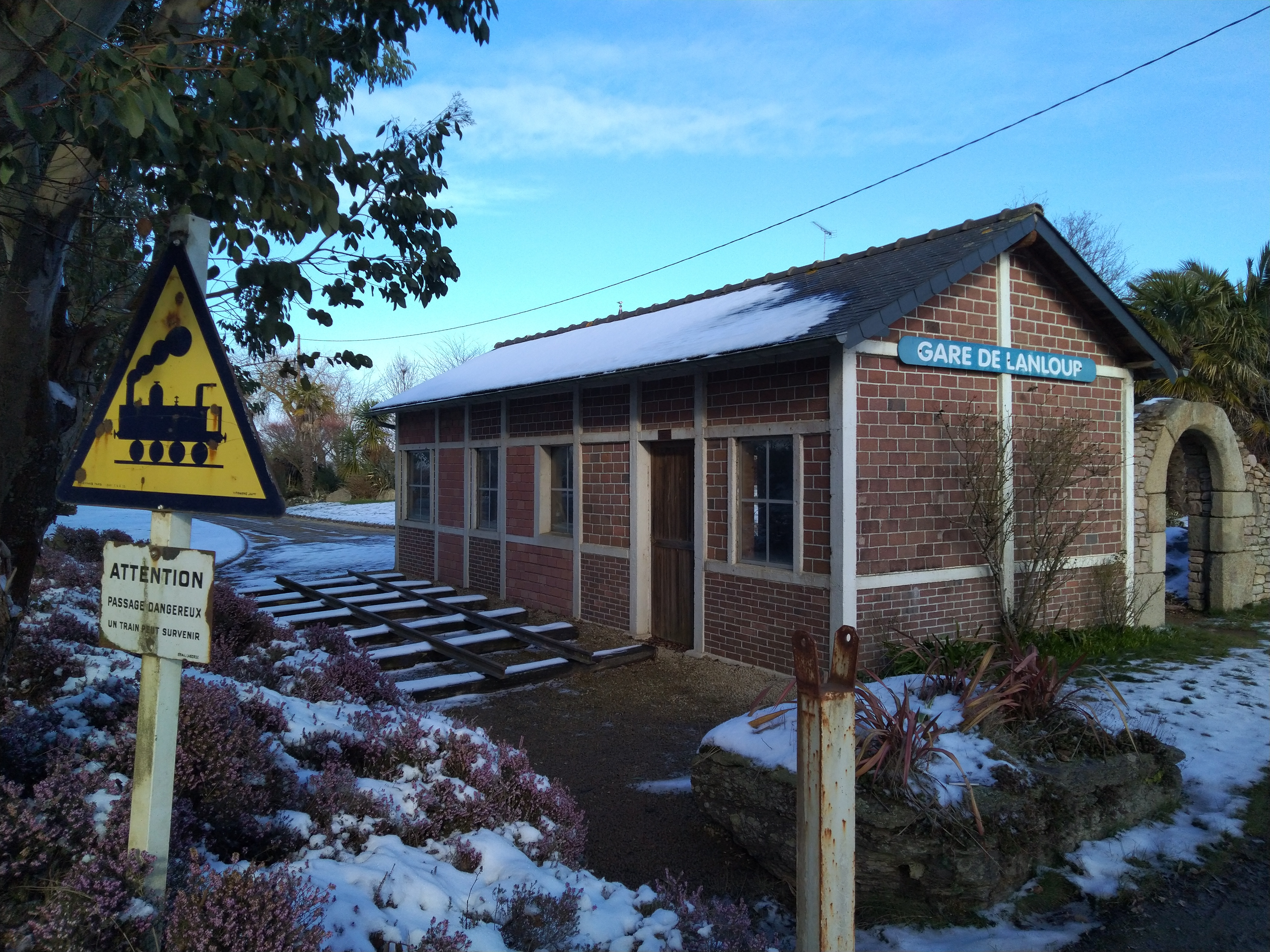
Gare de Lanloup
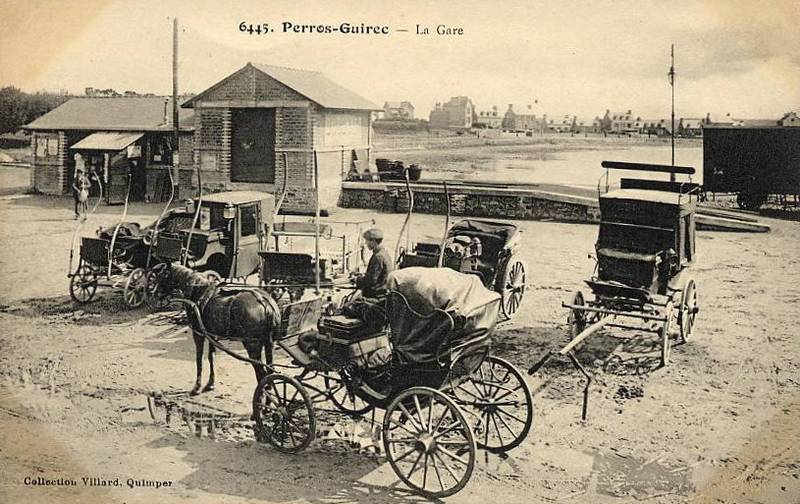
Gare de Perros-Guirec

### Haltes
Les premières haltes sont de petits bâtiments en briques et sidéro-ciment dans le style des gares.
Lorsque d'autres haltes ont été rajoutées, elles furent toutes construites en béton.

### Remises à locomotives
Les gares en bout de ligne possédaient leur remise à locomotive. Il s'agissait principalement d'une remise pour une seule locomotive.

### Châteaux d'eau

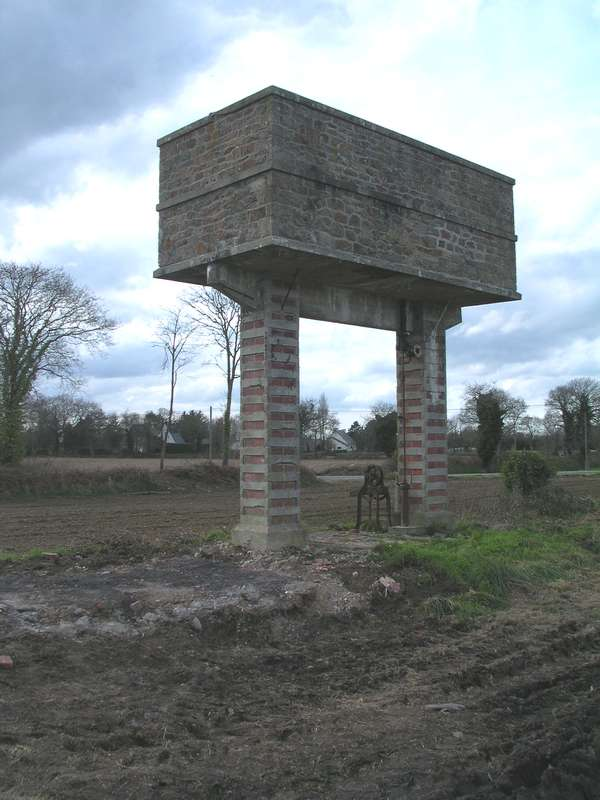
Le château d'eau de Plouëc des chemins de fer des Côtes-du-Nord.

Des châteaux d'eau provisoires en bois sont utilisés lors de la construction du réseau. Par la suite, le style des bâtiments voyageurs installés dans les principaux établissements du réseau ont inspiré l'apparence des installations de ravitaillement en eau.
- Château d'eau de la gare de Plouëc-du-Trieux

### Ateliers - dépôts

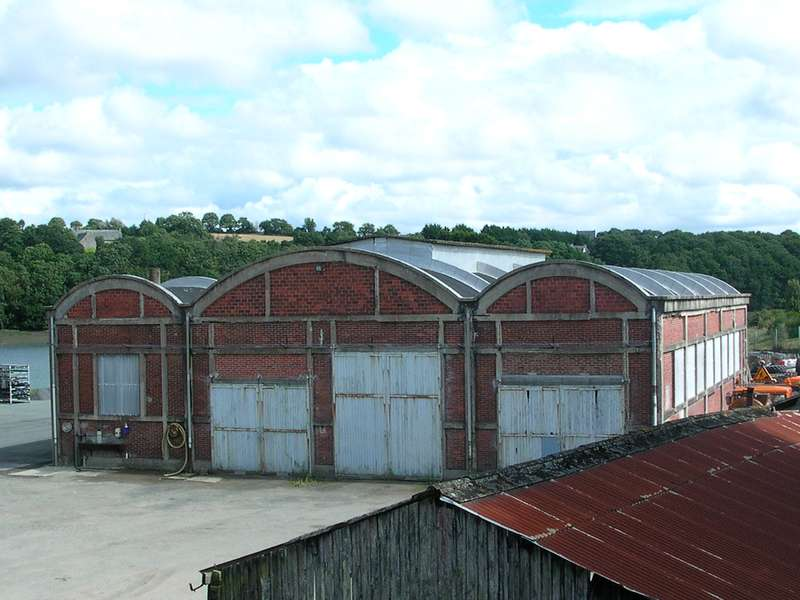
Le dépôt de Tréguier.

Plusieurs ateliers sur le réseau :
- Tréguier
- Saint-Brieuc
- Cesson

## Ponts du1erréseau

### Ouvrages d'une longueur de plus de200m
Les ouvrages de longueur totale supérieure à 200 m du premier réseau sont classés ci-après : 
| Image                                             | Nom                   | Longueur | Lieu                  | Ligne                                         | Date | Observation                                                  |
| ------------------------------------------------- | --------------------- | -------- | --------------------- | --------------------------------------------- | ---- | ------------------------------------------------------------ |
| Carte postale ancienne éditée par ND, no 42       | Viaduc de Souzain     | 267,50 m | Saint-Brieuc - Plérin | Saint-Brieuc - Plouha Saint-Brieuc - Le Phare | 1904 | Inscrit MH « Notice », notice no PA00125341 · Démoli en 1995 |
| La passerelle au pied du château enjambe le Gouet | Passerelle de Quintin | 288 m    | Quintin               | Quintin - Rostrenen                           | 1906 | Démolie                                                      |

### Ouvrages d'une longueur comprise entre 100 et200m
Les ouvrages de longueur totale comprise entre 100 et 200 m du premier réseau sont classés ci-après : 
| Image | Nom                        | Longueur | Lieu                               | Ligne                     | Date | Observation                                 |
| --- | -------------------------- | -------- | ---------------------------------- | ------------------------- | ---- | ------------------------------------------- |
| Passage du train des chemins de fer des Côtes-du-Nord sur le pont sur le Jaudy à La Roche Derrien (Bretagne). | Pont sur le Jaudy          | 119 m    | Minihy-Tréguier - La Roche-Derrien | Plouëc - Tréguier         | 1904 | Démoli en 1950                              |
| | Viaduc de Toupin           | 179 m    | Saint-Brieuc                       | Saint-Brieuc - Moncontour | 1904 | Inscrit MH « Notice », notice no PA22000046 |
| | Viaduc de Douvenant        | 130 m    | Saint-Brieuc - Langueux            | Saint-Brieuc - Moncontour | 1905 | Type "Grognet"                              |
| | Viaduc du Parfond du Gouët | 124 m    | Pordic                             | Saint-Brieuc - Plouha     | 1904 | Type "Grognet"                              |
| | Viaduc de Blanchardeau     | 149 m    | Lanvollon - Tressignaux Goudelin   | Plouha - Guingamp         | 1902 | Type "Grognet"                              |
| | Pont noir (ferroviaire)    | ~195 m   | Tréguier - Plouguiel               | Tréguier - Perros         | 1904 | Démoli en 1952                              |
| | Pont du Guildo             | 142 m    | Créhen Notre-Dame-du-Guildo        | Plancoët - Saint-Cast     | 1904 | Pont mixte Démoli en 1974                   |

### Ouvrages d'une longueur comprise entre 50 et100m
Les ouvrages de longueur totale comprise entre 50 et 100 m du premier réseau sont classés ci-après : 
| Image | Nom                                 | Longueur | Lieu            | Ligne                     | Date | État                            |
| ----- | ----------------------------------- | -------- | --------------- | ------------------------- | ---- | ------------------------------- |
|       | Viaduc de Loquélo                   | 74 m     | Minihy-Tréguier | Plouëc - Tréguier         | 1904 | Démoli en 1974                  |
|       | Viaduc du Vau-Hervé                 | 58,20 m  | Langueux        | Saint-Brieuc - Moncontour | 1905 | Type "Grognet"                  |
|       | Viaduc de Tosse-Montagne            | 68,40 m  | Plérin          | Saint-Brieuc - Plouha     | 1904 | Type "Grognet"                  |
|       | Viaduc de la Horvaie                | 60,60 m  | Plérin          | Saint-Brieuc - Plouha     | 1904 | Type "Grognet"                  |
|       | Viaduc de Grognet                   | 94,40 m  | Plérin          | Saint-Brieuc - Plouha     | 1904 | Type "Grognet" Démoli en partie |
|       | Viaduc de Colvé                     | 86,60 m  | Plérin          | Saint-Brieuc - Plouha     | 1904 | Type "Grognet"                  |
|       | Viaduc de la Hasée ou du Chien noir | 94,40 m  | Binic           | Saint-Brieuc - Plouha     | 1904 | Type "Grognet"                  |
|       | Viaduc de Beaufeuillage             | 64,20 m  | Binic           | Saint-Brieuc - Plouha     | 1904 | Type "Grognet"                  |
|       | Viaduc des Pourrhis                 | 91,80 m  | Etables-sur-Mer | Saint-Brieuc - Plouha     | 1904 | Type "Grognet"                  |
|       | Viaduc de Ponto                     | 91 m     | Etables-sur-Mer | Saint-Brieuc - Plouha     | 1904 | Type "Grognet" Démoli en 1988   |
|       | 2de passerelle de Plouguiel         | 50 m     | Plouguiel       | Tréguier - Perros         | 1904 | Démolie                         |
|       | 3e passerelle de Plouguiel          | 60 m     | Plouguiel       | Tréguier - Perros         | 1904 | Démolie en partie               |
|       | Viaduc de Kerdéozer                 | 93 m     | Plouguiel       | Tréguier - Perros         | 1904 | Type "Grognet"                  |

### Ouvrages d'une longueur de moins de50m
Des ouvrages de longueur totale inférieure à 50 m du premier réseau sont classés ci-après (liste non exhaustive) : 
| Image | Nom                     | Longueur | Lieu           | Ligne                                                                   | Date | Observation    |
| ----- | ----------------------- | -------- | -------------- | ----------------------------------------------------------------------- | ---- | -------------- |
|       | Pont du Chef du Bois    | ~18 m    | Pommerit-Jaudy | Plouëc - Tréguier                                                       | 1904 |                |
|       | Pont de Gouëdic         | ~20 m    | Saint-Brieuc   | Saint-Brieuc - Moncontour Saint-Brieuc - Plouha Saint-Brieuc - Le Phare | 1904 | Démoli en 1997 |
|       | Pont des courses        | 40 m     | Saint-Brieuc   | Saint-Brieuc - Moncontour                                               | 1904 |                |
|       | Pont de la Cage         | 19 m     | Langueux       | Saint-Brieuc - Moncontour                                               | 1904 |                |
|       | Pont de Rohannec'h      | ~25 m    | Saint-Brieuc   | Saint-Brieuc - Plouha Saint-Brieuc - Le Phare                           | 1904 | Démoli en 1976 |
|       | Pont en biais sur l'Ic  | 25 m     | Binic          | Saint-Brieuc - Plouha                                                   | 1904 | Démoli en 1960 |
|       | Pont de la vieille côte | <15 m    | Plouguiel      | Tréguier - Perros                                                       | 1904 | Démoli         |
|       | Pont sur le Léguer      | 46 m     | Lannion        | Lannion - Perros                                                        | 1906 | Démoli en 1976 |

## Ponts du second réseau

### Ouvrages d'une longueur de plus de200m
Les ouvrages de longueur totale supérieure à 200 m du second réseau sont classés ci-après : 
| Image | Nom                      | Longueur | Lieu                                | Ligne                    | Date | Observation                                                       |
| ----- | ------------------------ | -------- | ----------------------------------- | ------------------------ | ---- | ----------------------------------------------------------------- |
|       | Viaduc de Bréhec         | 203,25 m | Plouha - Plouézec                   | Plouha - Paimpol         | 1918 | Type "Bréhec" « Inventaire », notice no IA22001063 Démoli en 1972 |
|       | Passerelle de Kermanac'h | 315,40 m | Plouézec                            | Plouha - Paimpol         | 1918 | Démolie en 1980                                                   |
|       | Viaduc de Cadolan        | 203 m    | Guingamp                            | Guingamp - Saint-Nicolas | 1924 | Type "Caroual" Démoli en 1978                                     |
|       | Viaduc des Ponts-Neufs   | 237,50 m | Hillion - Morieux                   | Yffiniac - Matignon      | 1913 | Type "Bréhec" « Inventaire », notice no IA22001622                |
|       | Viaduc de Port-Nieux     | 207,70 m | Plévenon - Fréhel                   | Yffiniac - Matignon      | 1922 | Type "Caroual"                                                    |
|       | Viaduc sur le Jaudy      | ~450 m   | Tréguier - Trédarzec                | Tréguier - Paimpol       | 1921 | Détruit en 1944                                                   |
|       | Pont sur le Frémur       | 300 m    | Lancieux - Saint-Briac-sur-Mer (35) | Le-Guildo - Saint-Briac  | 1928 | Pont mixte Démoli en 1979                                         |

### Ouvrages d'une longueur comprise entre 100 et200m
Les ouvrages de longueur totale comprise entre 100 et 200 m du second réseau sont classés ci-après : 
| Image | Nom                             | Longueur | Lieu                  | Ligne                    | Date | Observation |
| ----- | ------------------------------- | -------- | --------------------- | ------------------------ | ---- | --- |
|       | 1re passerelle de Bréhec        | 131,10 m | Plouézec              | Plouha - Paimpol         | 1918 | Démolie en 1968 |
|       | Viaduc de Kerlosquer            | 133 m    | Ploumagoar - Coadout  | Guingamp - Saint-Nicolas | 1924 | Type "Caroual" |
|       | Viaduc de Caroual ou de la Cavé | 109 m    | Erquy                 | Yffiniac - Matignon      | 1914 | Type "Caroual" · Inscrit MH « Notice », notice no PA22000038 · Patrimoine XXe siècle « Notice », notice no EA22000001 |
|       | Passerelle de la Côtière        | 163 m    | Erquy                 | Yffiniac - Matignon      | 1913 | « Inventaire », notice no IA22003996                                                                                  |
|       | Pont de Lézardrieux             | 164,60 m | Lézardrieux - Paimpol | Tréguier - Paimpol       | 1925 | Pont mixte |

### Ouvrages d'une longueur comprise entre 50 et100m
Les ouvrages de longueur totale comprise entre 100 et 200 m du second réseau sont classés ci-après : 
| Image | Nom                        | Longueur | Lieu               | Ligne                        | Date | État                                 |
| ----- | -------------------------- | -------- | ------------------ | ---------------------------- | ---- | ------------------------------------ |
|       | Passerelle de Saint-Efflam | 63 m     | Plestin-les-Grèves | Lannion - Plestin-les-Grèves | 1916 |                                      |
|       | 2de passerelle de Bréhec   | 81,10 m  | Plouézec           | Paimpol - Plouha             | 1918 | Démolie en 1968                      |
|       | 3e passerelle de Bréhec    | 95,30 m  | Plouézec           | Paimpol - Plouha             | 1918 | Démolie en partie                    |
|       | 4e passerelle de Bréhec    | 73,70 m  | Plouézec           | Paimpol - Plouha             | 1918 | Démolie                              |
|       | Viaduc du Préto            | 92,25 m  | Pléneuf-Val-André  | Yffiniac - Matignon          | 1917 | Démoli en 1968                       |
|       | Pont sur le Lié            | 53 m     | Plouguenast        | Plémy - Loudéac              | 1924 |                                      |
|       | 1re passerelle du Gouray   | 77 m     | Le Gouray          | Collinée - Dinan             | 1924 |                                      |
|       | 2de passerelle du Gouray   | 55 m     | Le Gouray          | Collinée - Dinan             | 1924 | Détruite en partie                   |
|       | Passerelle des Clairets    | ~85 m    | Jugon-les-Lacs     | Collinée - Dinan             | 1924 | « Inventaire », notice no IA22000232 |

### Ouvrages d'une longueur de moins de50m
Les ouvrages de longueur totale inférieur à 50 m du second réseau sont classés ci-après (liste non exhaustive) : 
| Image | Nom                     | Longueur | Lieu                                       | Ligne             | Date | Observation |
| ----- | ----------------------- | -------- | ------------------------------------------ | ----------------- | ---- | ----------- |
|       | Pont Menou              | 13 m     | Plestin-les-Grèves - Plouégat-Guérand (29) | Lannion - Plestin | 1914 |             |
|       | Passage de Keranauffret | 6 m      | Plestin-les-Grèves                         | Lannion - Plestin | 1914 |             |
|       | Pont de la Haye         | 4 m      | Plestin-les-Grèves                         | Lannion - Plestin | 1916 |             |
|       | Pont du Marchis         | <15 m    | Jugon-les-Lacs                             | Collinée - Dinan  | 1924 |             |

### Pour aller plus loin